# Nordstern-Quadrille
Nordstern-Quadrille, op. 153, är en kadrilj av Johann Strauss den yngre. Den spelades första gången den 30 juli 1854 i Wien.

## Historia
I slutet av juli 1854 återvände Johann Strauss den yngre till Wien, efter sin avkopplande semester i Bad Gastein, för att återuppta sin position som dirigent för sin orkester. Med sig hade en kadrilj, som han hade slutfört under de senaste veckorna, som uruppfördes på Ungers Casino den 30 juli 1854. Kadriljen byggde på teman från Giacomo Meyerbeers opera L'Étoile du Nord (Nordstjärnan). Operan hade haft premiär i Paris den 16 februari samma år men inte förrän nästföljande år kom den att sättas upp i Wien. Några av operans nummer var redan kända för allmänheten från Meyerbeers opera Vielka (1847), där de ingick. Vid samma tidpunkt (1847) hårdnade konkurrensen mellan Johann Strauss den äldre och hans ambitiösa son. Pappa Strauss förläggare Carl Haslinger försökte med lagförbud hindra sonen att använda av sig av Meyerbeers musik. Meyerbeer själv var emot förbudet och såg till att hans musik blev tillgänglig för både far och son Strauss.
I motsats till de två nämnda operorna har kadriljen överlevt till denna dag. Operorna har till stor del försvunnit från spelplanerna medan Nordstern-Quadrille fortfarande spelas ibland. Johann Strauss skrev andra kadriljer över operor av Meyerbeer. (Se Dinorah-Quadrille op.224 och Die Afrikanerin 299).

## Om kadriljen
Speltiden är ca 5 minuter och 44 sekunder plus minus några sekunder beroende på dirigentens musikaliska tolkning.

## Weblänkar
- Nordstern-Quadrille i Naxos-utgåvan.